# Bernard Morlino
Bernard Morlino, né le 23 novembre 1952 à Nice, est un écrivain, journaliste, biographe, mémorialiste français, blogueur. Deux thèmes de prédilection: la littérature, et le sport. Biographe de Philippe Soupault et d'Emmanuel Berl, il est chroniqueur littéraire (Lire, Globe Hebdo, L'Evénement, Le Figaro littéraire, Le Magazine littéraire, Service littéraire, Le Journal du Dimanche...) et sur le blog de son site. Auteur de plusieurs ouvrages sur le football – celui de Camus, de Pasolini, de Cruyff. Chroniqueur sur Europe 1, RTL, LCI, France Info et CNews . Il est à l'origine de l'ultime livre d'Évelyne Sullerot, l'une des plus grandes personnalités du féminisme.

## Enfance
Sa branche maternelle est une vieille famille niçoise installée à Contes. Son grand-père, le docteur François Ricolfi, chirurgien des hôpitaux de Nice, en fut maire avant d'être radié par le régime de Vichy parce qu'il refusa d'appliquer les lois d'exclusion des Juifs. Son grand-oncle, Humbert Ricolfi, a été vice-président de la Chambre des députés, ancien sous-secrétaire d'État à la Guerre et président de l'Office national des anciens combattants. Sa branche paternelle est formée par un boulanger orphelin ayant fui l'Italie fasciste pour s'installer à Nice et devenir commerçant, au Col de Villefranche, quartier qui se crée autour du magasin. Son père Marcel (1923-2001) fut une grande figure de la ville.

## Carrière dans le journalisme
Ancien élève du lycée Masséna, Bernard Morlino a d'abord  été salarié dans le commerce familial, avant de monter à Paris où il rencontre l'écrivain  Emmanuel Berl  qui l'initie au journalisme. L'autodidacte fait ses débuts à Ici-Paris grâce à Robert Madjar qui lui donne sa première chance. 
Dans la rédaction, il se lie avec Pascal Sevran qui le présente à Dalida. La chanteuse loue un petit studio au jeune journaliste, sous les toits du 98 rue Lepic, là même où Louis-Ferdinand Céline avait habité. Après des piges dans de nombreux journaux, dont Le Matin de Paris, il obtient sa carte de presse, en 1985. 
À l'époque, il est photographe de théâtre grâce à la double rencontre de Dominique Valadié et d'Antoine Vitez. Ami avec Jérôme Deschamps, il a participé à l'aventure de La Famille Deschiens, en 1977, au titre de collaborateur, à l'époque où Macha Makeïeff ne travaillait pas encore avec Jérôme Deschamps. Il a été éditorialiste au Figaro Sport. Il est aussi chroniqueur sur Europe 1, RTL, LCI, France Info et CNews .
De la mi-avril 2013 à fin 2015, il a animé un site littéraire entièrement consacré aux livres numériques sur le site la République de la culture de Pierre Assouline. En 2016, il réalise les derniers entretiens accordés par la sociologue Évelyne Sullerot (1924-2017).

## Polémique
Bernard Morlino a été convoqué, le 16 février 2010, par la police, à la Brigade de répression de la délinquance contre la personne, à la demande du chanteur Pierre Perret réclamant « cinq ans de prison et 45 000 euros » contre le blog de Bernard Morlino qui a contesté, à la suite de l'enquête de Sophie Delassein, l'intensité de l'amitié Léautaud-Perret, en se référant aux confidences d'Alphonse Boudard, Louis Nucéra, Georges Brassens et Marie Dormoy. Le 2 juin 2010, au TGI de Paris, une juge d'instruction a signifié au journaliste professionnel sa mise en examen pour « injures et diffamations publiques envers un particulier ». Le 13 octobre 2011 a eu lieu son procès à la 17e chambre correctionnelle de Paris où il a été défendu par Me Thierry Lévy. Le 13 décembre 2011 Bernard Morlino a été condamné à 1 000 euros avec sursis. Début 2012, le Parquet a fait appel concernant « les injures ». Le 14 novembre 2012, la Cour d'Appel a annulé la condamnation pour « les injures »

## Ils ont dit sur lui
- "Je vous déclare écrivain même si vous n'avez pas encore publié un livre." Emmanuel Berl
- "Si vous étiez né juste avant 1900, vous auriez été Dadaïste avec nous." Philippe Soupault
- "Morlino aime voir sans être vu." Louis Nucéra
- "Bernard est un garde du cœur." Claude Nougaro
- "Morlino dribble l'invisible. C'est la vocation des écrivains." François Bott
- "Enfin un jeune homme de cinquante ans." Bernard Frank (1929-2006)
- "Dans Eloge du dégoût, on ressent une rage." Peter Handke
- "Morlino est comme il est, et surtout il le reste." Claude Régy
- "Bernard Morlino fait preuve d'un grand sens de l'ellipse." Françoise Xénakis
- "Un fou de littérature, un fureteur obstiné." Jérôme Garcin
- "Bernard voit ce qu'on ne voit pas." Éric Cantona
- "C'est un esthète." Dominique Rocheteau
- "Hommage à son amour du livre, de la littérature et du non conformisme." Philippe Labro
- "Le Niçois a une mémoire d'éléphant." Pierre Assouline
- "Dans Berl, Morand et moi Bernard Morlino cherche à atteindre l'indicible." Thierry Lévy
- "Bernard Morlino, un homme de goût et de fidélité." François Cérésa
- "Morlino dit ce qu'il pense et en toute liberté." François Gibault
- "Bernard Morlino est droit, vif et indépendant." Angelo Rinaldi

## Distinctions
- Chevalier de l'ordre des Arts et des Lettres, sous la présidence de François Mitterrand, en 1992.
- Médaille d'or de la ville de Nice, alors dirigée par Jacques Peyrat, en 2003.
- Cougourdon d'honneur du Mesclun, remis par les Niçois de Paris, en présence de Maurice Druon qui fit un discours, en 2003.
- Prix Lacoste 2008, par l'Association des écrivains sportifs.
- Prix de la ville de Saumur 2016 du meilleur journaliste écrivain de l'année.

## Prix Morlino
- 2011: Un sujet français, Ali Magoudi (Albin Michel)
- 2012: La gardienne du château de sable, Christian Estèbe, (Finitude)
- 2013: Comment vivre ? Une vie de Montaigne en une question et vingt tentatives de réponse, Sarah Bakewell. Traduit de l’anglais par Pierre-Emmanuel Dauzat (Albin Michel)
- 2014: Mon ami, cet inconnu, François Cérésa (Pierre-Guillaume de Roux)
- 2015: Discours à l’Académie suédoise, Patrick Modiano (Gallimard)
- 2016: Œuvres romanesques complètes, deux tomes, Georges Bernanos (Gallimard/ La Pléiade)
- 2017: Œuvres, Georges Perros, Un concert d'enfers, Arthur Rimbaud et Paul Verlaine (Gallimard/ Quarto), et Chronologie de la vie et des oeuvres de Gérard de Nerval, Michel Brix (Du Lérot, éditeur)
- 2018: Un sacré gueuleton, Jim Harrison (Flammarion). Traduit de l'américain par Brice Matthieussent, et Livre(s) de l'inquiétude, Fernando Pessoa. Traduit du portugais par Marie-Hélène Piwnik (Christian Bourgeois)
- 2019: Le dernier hiver du Cid, Jérôme Garcin (Gallimard)
- 2020: Rien n'est perdu, Pierre-Louis Basse (Cherche-Midi); Météores, Stéphane Barsacq (Revue Nunc/ Editions de Corlevour) et L'esprit de Paris Léon-Paul Fargue, (Editions du Sandre)
- 2021: Laura Antonelli n'existe plus, Philippe Brunel (Grasset); L'arbre ou la maison, Azouz Begag, (Julliard) et Les Bourgeois de Calais, Michel Bernard (La Table Ronde)
- 2022: Contes et nouvelles du pays de France, Guy de Maupassant. Illustrations : Lucien Barbut, Lucien Métivet et Charles Morel. Présentation de Claude Aziza (Les Presses de la Cité/ Omnibus) et Les Horreurs de l'amour, Jean Dutourd. Dessins de Philippe Dumas. Postface de Max Bergez (Le Dilettante)
- 2023: Le Nageur, Pierre Assouline (Gallimard); Victor Hugo, le forçat des lettres, Agnès Sandras (Perrin/ BNF), et Le Blé en herbe, et autres récits, Colette (Gallimard/ La Pléiade)
- 2024:  Le murmure, Christian Bobin (Gallimard); Œuvres complètes, deux tomes Charles Baudelaire (Gallimard/ La Pléiade), Tendre est la province, Thomas Morales (Equateurs), et Ma journée dans l'autre pays, Peter Handke, traduit de l'allemand par Julien Lapeyre de Cabanes (Gallimard)
- 2025: Près des abeilles, Georges Navel. Préface Jean Giono (Gallimard); Joue-la comme Godard, Laurent Sagalovitsch (Les livres de la Promenade) et Les roses et les épines Angelo Rinaldi (Editions des Instants)